# Liste der Nummer-eins-Hits in Neuseeland (2010)
Dies ist eine Liste der Nummer-eins-Hits in Neuseeland im Jahr 2010. Sie basiert auf den offiziellen Single und Albums Top 40, die im Auftrag von Recorded Music NZ, dem neuseeländischen Vertreter der IFPI, ermittelt werden. Es gab in diesem Jahr 17 Nummer-eins-Singles und 24 Nummer-eins-Alben.

## Singles
| ← 2009 ← | Liste der Nummer-eins-Hits in Neuseeland | Liste der Nummer-eins-Hits in Neuseeland   | Liste der Nummer-eins-Hits in Neuseeland | 2011 →                    |
| \| Zeitraum \| Wo. ges. \| Interpret \| Titel Autor(en) \| Zusätzliche Informationen \| \| (Zeitraum, Wochen auf Platz eins, Interpret, Titel, Autor[en], zusätzliche Informationen) \| \| \| \| \| \| ----------------------------------------------------------------------------------------- \| -------- \| ------------------------------------------ \| -------------------------------------------------------------------------------------------------------------------------------------------------- \| ------------------------- \| \| 7. Dezember 2009 – 14. Februar 2010 10 Wochen \| 10 \| Stan Walker \| Black Box Wayne Anthony Hector, Lucas Secon, Mich Hedin Hansen, Jonas Jeberg \| – \| \| 15. Februar 2010 – 14. März 2010 4 Wochen \| 4 \| Timbaland feat. Katy Perry \| If We Ever Meet Again James David Washington, Timothy Z. Mosley, Mike Busbee \| – \| \| 15. März 2010 – 11. April 2010 4 Wochen \| 4 \| J. Williams feat. Scribe \| You Got Me Malo Ioane Luafutu, Inoke Paletuʻa Finau, Joshua Elia Williams \| – \| \| 12. April 2010 – 9. Mai 2010 4 Wochen \| 4 \| Usher feat. Will.i.am \| OMG William Adams \| – \| \| 10. Mai 2010 – 13. Juni 2010 5 Wochen \| 5 \| B.o.B feat. Hayley Williams \| Airplanes Justin Scott Franks, Timothy Paul Sommers, Jeremy Dussolliet, Bobby Ray Simmons Jr., Alexander Junior Grant \| – \| \| 14. Juni 2010 – 27. Juni 2010 2 Wochen \| 2 \| The Naked and Famous \| Young Blood Alisa Xayalith, Thomas Brading Power, Aaron Philip Short \| – \| \| 28. Juni 2010 – 18. Juli 2010 3 Wochen \| 3 \| Katy Perry feat. Snoop Dogg \| California Gurls Katy Perry, Lukasz Gottwald, Max Martin, Benjamin Joseph Levin, Bonnie Leigh McKee, Cordozar Calvin Broadus \| – \| \| 19. Juli 2010 – 15. August 2010 4 Wochen \| 4 \| Eminem feat. Rihanna \| Love the Way You Lie Alexander Grant Jr., Marshall B. Mathers III, Holly Brook \| – \| \| 16. August 2010 – 29. August 2010 2 Wochen \| 2 \| Taio Cruz \| Dynamite Lukasz Gottwald, Benjamin Joseph Levin, Max Martin, Bonnie Leigh McKee, Adetayo Ayowale Onile-Ere \| – \| \| 30. August 2010 – 26. September 2010 4 Wochen \| 4 \| Katy Perry \| Teenage Dream Katy Perry, Lukasz Gottwald, Max Martin, Bonnie Leigh McKee, Benjamin Levin \| – \| \| 27. September 2010 – 3. Oktober 2010 1 Woche \| 1 \| Rihanna \| Only Girl (In the World) Crystal Nicole Johnson, Mikkel Storleer Eriksen, Tor Erik Hermansen, Sandy Julien Wilhelm \| – \| \| 4. Oktober 2010 – 17. Oktober 2010 2 Wochen \| 2 \| Bruno Mars \| Just the Way You Are Khari Cain, Peter Gene Hernandez, Philip Martin Lawrence II, Ari Levine, Khalil Walto \| – \| \| 18. Oktober 2010 – 24. Oktober 2010 1 Woche \| 1 \| Brooke Fraser \| Something in the Water Brooke Gabrielle Fraser, Scott Ross Ligertwood \| – \| \| 25. Oktober 2010 – 14. November 2010 3 Wochen \| 3 \| Far East Movement feat. The Cataracs & Dev \| Like a G6 Jae Won Choung, James Ji Hwan Roh, Pau Coquia Virman, Kevin Michael Nishimura, Niles Holowell-Dhar, David Singer-Vine, Devin Star Tailes \| – \| \| 15. November 2010 – 5. Dezember 2010 3 Wochen \| 3 \| Katy Perry \| Firework Katy Perry, Mikkel Storleer Eriksen, Tor Erik Hermansen, Sandy Julien Wilhelm, Esther Renay Dean \| – \| \| 6. Dezember 2010 – 19. Dezember 2010 2 Wochen \| 2 \| The Black Eyed Peas \| The Time (Dirty Bit) Will Adams, Allan Apll Pineda, Jaime Luis Gomez, Stacy Ferguson, Adam Charles Wood Freeland, Alexander Charles Lachlan Drury \| – \| \| 20. Dezember 2010 – 9. Januar 2011 3 Wochen \| 3 \| Bruno Mars \| Grenade Claude Kelly, Peter Gene Hernandez, Christopher Steven Brown, Philip Martin Lawrence II, Ari Levine, Andrew Wyatt \| – \| |                                          |                                            | |                           |
| ← 2009 |                                          |                                            | | → 2011 →                  |
| Zeitraum | Wo. ges.                                 | Interpret                                  | Titel Autor(en) | Zusätzliche Informationen |
| (Zeitraum, Wochen auf Platz eins, Interpret, Titel, Autor[en], zusätzliche Informationen) |                                          |                                            | |                           |
| 7. Dezember 2009 – 14. Februar 2010 10 Wochen | 10                                       | Stan Walker                                | Black Box Wayne Anthony Hector, Lucas Secon, Mich Hedin Hansen, Jonas Jeberg                                                                       | –                         |
| 15. Februar 2010 – 14. März 2010 4 Wochen | 4                                        | Timbaland feat. Katy Perry                 | If We Ever Meet Again James David Washington, Timothy Z. Mosley, Mike Busbee                                                                       | –                         |
| 15. März 2010 – 11. April 2010 4 Wochen | 4                                        | J. Williams feat. Scribe                   | You Got Me Malo Ioane Luafutu, Inoke Paletuʻa Finau, Joshua Elia Williams                                                                          | –                         |
| 12. April 2010 – 9. Mai 2010 4 Wochen | 4                                        | Usher feat. Will.i.am                      | OMG William Adams | –                         |
| 10. Mai 2010 – 13. Juni 2010 5 Wochen | 5                                        | B.o.B feat. Hayley Williams                | Airplanes Justin Scott Franks, Timothy Paul Sommers, Jeremy Dussolliet, Bobby Ray Simmons Jr., Alexander Junior Grant                              | –                         |
| 14. Juni 2010 – 27. Juni 2010 2 Wochen | 2                                        | The Naked and Famous                       | Young Blood Alisa Xayalith, Thomas Brading Power, Aaron Philip Short                                                                               | –                         |
| 28. Juni 2010 – 18. Juli 2010 3 Wochen | 3                                        | Katy Perry feat. Snoop Dogg                | California Gurls Katy Perry, Lukasz Gottwald, Max Martin, Benjamin Joseph Levin, Bonnie Leigh McKee, Cordozar Calvin Broadus                       | –                         |
| 19. Juli 2010 – 15. August 2010 4 Wochen | 4                                        | Eminem feat. Rihanna                       | Love the Way You Lie Alexander Grant Jr., Marshall B. Mathers III, Holly Brook                                                                     | –                         |
| 16. August 2010 – 29. August 2010 2 Wochen | 2                                        | Taio Cruz                                  | Dynamite Lukasz Gottwald, Benjamin Joseph Levin, Max Martin, Bonnie Leigh McKee, Adetayo Ayowale Onile-Ere                                         | –                         |
| 30. August 2010 – 26. September 2010 4 Wochen | 4                                        | Katy Perry                                 | Teenage Dream Katy Perry, Lukasz Gottwald, Max Martin, Bonnie Leigh McKee, Benjamin Levin                                                          | –                         |
| 27. September 2010 – 3. Oktober 2010 1 Woche | 1                                        | Rihanna                                    | Only Girl (In the World) Crystal Nicole Johnson, Mikkel Storleer Eriksen, Tor Erik Hermansen, Sandy Julien Wilhelm                                 | –                         |
| 4. Oktober 2010 – 17. Oktober 2010 2 Wochen | 2                                        | Bruno Mars                                 | Just the Way You Are Khari Cain, Peter Gene Hernandez, Philip Martin Lawrence II, Ari Levine, Khalil Walto                                         | –                         |
| 18. Oktober 2010 – 24. Oktober 2010 1 Woche | 1                                        | Brooke Fraser                              | Something in the Water Brooke Gabrielle Fraser, Scott Ross Ligertwood                                                                              | –                         |
| 25. Oktober 2010 – 14. November 2010 3 Wochen | 3                                        | Far East Movement feat. The Cataracs & Dev | Like a G6 Jae Won Choung, James Ji Hwan Roh, Pau Coquia Virman, Kevin Michael Nishimura, Niles Holowell-Dhar, David Singer-Vine, Devin Star Tailes | –                         |
| 15. November 2010 – 5. Dezember 2010 3 Wochen | 3                                        | Katy Perry                                 | Firework Katy Perry, Mikkel Storleer Eriksen, Tor Erik Hermansen, Sandy Julien Wilhelm, Esther Renay Dean                                          | –                         |
| 6. Dezember 2010 – 19. Dezember 2010 2 Wochen | 2                                        | The Black Eyed Peas                        | The Time (Dirty Bit) Will Adams, Allan Apll Pineda, Jaime Luis Gomez, Stacy Ferguson, Adam Charles Wood Freeland, Alexander Charles Lachlan Drury  | –                         |
| 20. Dezember 2010 – 9. Januar 2011 3 Wochen | 3                                        | Bruno Mars                                 | Grenade Claude Kelly, Peter Gene Hernandez, Christopher Steven Brown, Philip Martin Lawrence II, Ari Levine, Andrew Wyatt                          | –                         |

## Alben
| ← 2009 ← | Liste der Nummer-eins-Hits in Neuseeland | Liste der Nummer-eins-Hits in Neuseeland | Liste der Nummer-eins-Hits in Neuseeland | 2011 →                    |
| \| Zeitraum \| Wo. ges. \| Interpret \| Titel \| Zusätzliche Informationen \| \| (Zeitraum, Wochen auf Platz eins, Interpret, Titel, zusätzliche Informationen) \| \| \| \| \| \| ------------------------------------------------------------------------------ \| -------- \| -------------------- \| ----------------------------------- \| ------------------------- \| \| 30. November 2009 – 31. Januar 2010 9 Wochen (insgesamt 12) \| 12 \| Susan Boyle \| I Dreamed a Dream \| – \| \| 1. Februar 2010 – 7. Februar 2010 1 Woche \| 1 \| Glee Cast \| Glee: The Music, Volume 2 \| – \| \| 8. Februar 2010 – 21. Februar 2010 2 Wochen (insgesamt 12) \| 12 \| Susan Boyle \| I Dreamed a Dream \| – \| \| 22. Februar 2010 – 14. März 2010 3 Wochen (insgesamt 5) \| 5 \| Gin \| Holy Smoke \| – \| \| 15. März 2010 – 21. März 2010 1 Woche (insgesamt 2) \| 2 \| Lady Gaga \| The Fame Monster \| – \| \| 22. März 2010 – 28. März 2010 1 Woche \| 1 \| Hollie Smith \| Humour and the Misfortune of Others \| – \| \| 29. März 2010 – 4. April 2010 1 Woche (insgesamt 2) \| 2 \| Lady Gaga \| The Fame Monster \| – \| \| 5. April 2010 – 11. April 2010 1 Woche \| 1 \| Dane Rumble \| The Experiment \| – \| \| 12. April 2010 – 25. April 2010 2 Wochen \| 2 \| Slash \| Slash \| – \| \| 26. April 2010 – 2. Mai 2010 1 Woche \| 1 \| AC/DC \| Iron Man 2 (Soundtrack) \| – \| \| 3. Mai 2010 – 9. Mai 2010 1 Woche (insgesamt 4) \| 4 \| Justin Bieber \| My Worlds – The Collection \| – \| \| 10. Mai 2010 – 16. Mai 2010 1 Woche (insgesamt 12) \| 12 \| Susan Boyle \| I Dreamed a Dream \| – \| \| 17. Mai 2010 – 30. Mai 2010 2 Wochen (insgesamt 4) \| 4 \| Justin Bieber \| My Worlds – The Collection \| – \| \| 31. Mai 2010 – 6. Juni 2010 1 Woche (insgesamt 2) \| 2 \| Lady Antebellum \| Need You Now \| – \| \| 7. Juni 2010 – 13. Juni 2010 1 Woche \| 1 \| Jack Johnson \| To the Sea \| – \| \| 14. Juni 2010 – 20. Juni 2010 1 Woche (insgesamt 4) \| 4 \| Justin Bieber \| My Worlds – The Collection \| – \| \| 21. Juni 2010 – 27. Juni 2010 1 Woche (insgesamt 2) \| 2 \| Lady Antebellum \| Need You Now \| – \| \| 28. Juni 2010 – 8. August 2010 6 Wochen (insgesamt 7) \| 7 \| Eminem \| Recovery \| – \| \| 9. August 2010 – 15. August 2010 1 Woche \| 1 \| OpShop \| Until the End of Time \| – \| \| 16. August 2010 – 22. August 2010 1 Woche (insgesamt 7) \| 7 \| Eminem \| Recovery \| – \| \| 23. August 2010 – 29. August 2010 1 Woche \| 1 \| Iron Maiden \| The Final Frontier \| – \| \| 30. August 2010 – 5. September 2010 1 Woche \| 1 \| Stan Walker \| From the Inside Out \| – \| \| 6. September 2010 – 12. September 2010 1 Woche \| 1 \| Disturbed \| Asylum \| – \| \| 13. September 2010 – 19. September 2010 1 Woche \| 1 \| The Naked and Famous \| Passive Me, Aggressive You \| – \| \| 20. September 2010 – 26. September 2010 1 Woche \| 1 \| Linkin Park \| A Thousand Suns \| – \| \| 27. September 2010 – 3. Oktober 2010 1 Woche \| 1 \| Shihad \| Ignite \| – \| \| 4. Oktober 2010 – 10. Oktober 2010 1 Woche \| 1 \| Katy Perry \| Teenage Dream \| – \| \| 11. Oktober 2010 – 17. Oktober 2010 1 Woche (insgesamt 5) \| 5 \| Gin \| Holy Smoke \| – \| \| 18. Oktober 2010 – 24. Oktober 2010 1 Woche \| 1 \| Brooke Fraser \| Flags \| – \| \| 25. Oktober 2010 – 31. Oktober 2010 1 Woche \| 1 \| Kings of Leon \| Come Around Sundown \| – \| \| 1. November 2010 – 14. November 2010 2 Wochen \| 2 \| Taylor Swift \| Speak Now \| – \| \| 15. November 2010 – 2. Januar 2011 7 Wochen \| 7 \| Susan Boyle \| The Gift \| – \| |                                          |                                          |                                          |                           |
| ← 2009 |                                          |                                          |                                          | → 2011 →                  |
| Zeitraum | Wo. ges.                                 | Interpret                                | Titel                                    | Zusätzliche Informationen |
| (Zeitraum, Wochen auf Platz eins, Interpret, Titel, zusätzliche Informationen) |                                          |                                          |                                          |                           |
| 30. November 2009 – 31. Januar 2010 9 Wochen (insgesamt 12) | 12                                       | Susan Boyle                              | I Dreamed a Dream                        | –                         |
| 1. Februar 2010 – 7. Februar 2010 1 Woche | 1                                        | Glee Cast                                | Glee: The Music, Volume 2                | –                         |
| 8. Februar 2010 – 21. Februar 2010 2 Wochen (insgesamt 12) | 12                                       | Susan Boyle                              | I Dreamed a Dream                        | –                         |
| 22. Februar 2010 – 14. März 2010 3 Wochen (insgesamt 5) | 5                                        | Gin                                      | Holy Smoke                               | –                         |
| 15. März 2010 – 21. März 2010 1 Woche (insgesamt 2) | 2                                        | Lady Gaga                                | The Fame Monster                         | –                         |
| 22. März 2010 – 28. März 2010 1 Woche | 1                                        | Hollie Smith                             | Humour and the Misfortune of Others      | –                         |
| 29. März 2010 – 4. April 2010 1 Woche (insgesamt 2) | 2                                        | Lady Gaga                                | The Fame Monster                         | –                         |
| 5. April 2010 – 11. April 2010 1 Woche | 1                                        | Dane Rumble                              | The Experiment                           | –                         |
| 12. April 2010 – 25. April 2010 2 Wochen | 2                                        | Slash                                    | Slash                                    | –                         |
| 26. April 2010 – 2. Mai 2010 1 Woche | 1                                        | AC/DC                                    | Iron Man 2 (Soundtrack)                  | –                         |
| 3. Mai 2010 – 9. Mai 2010 1 Woche (insgesamt 4) | 4                                        | Justin Bieber                            | My Worlds – The Collection               | –                         |
| 10. Mai 2010 – 16. Mai 2010 1 Woche (insgesamt 12) | 12                                       | Susan Boyle                              | I Dreamed a Dream                        | –                         |
| 17. Mai 2010 – 30. Mai 2010 2 Wochen (insgesamt 4) | 4                                        | Justin Bieber                            | My Worlds – The Collection               | –                         |
| 31. Mai 2010 – 6. Juni 2010 1 Woche (insgesamt 2) | 2                                        | Lady Antebellum                          | Need You Now                             | –                         |
| 7. Juni 2010 – 13. Juni 2010 1 Woche | 1                                        | Jack Johnson                             | To the Sea                               | –                         |
| 14. Juni 2010 – 20. Juni 2010 1 Woche (insgesamt 4) | 4                                        | Justin Bieber                            | My Worlds – The Collection               | –                         |
| 21. Juni 2010 – 27. Juni 2010 1 Woche (insgesamt 2) | 2                                        | Lady Antebellum                          | Need You Now                             | –                         |
| 28. Juni 2010 – 8. August 2010 6 Wochen (insgesamt 7) | 7                                        | Eminem                                   | Recovery                                 | –                         |
| 9. August 2010 – 15. August 2010 1 Woche | 1                                        | OpShop                                   | Until the End of Time                    | –                         |
| 16. August 2010 – 22. August 2010 1 Woche (insgesamt 7) | 7                                        | Eminem                                   | Recovery                                 | –                         |
| 23. August 2010 – 29. August 2010 1 Woche | 1                                        | Iron Maiden                              | The Final Frontier                       | –                         |
| 30. August 2010 – 5. September 2010 1 Woche | 1                                        | Stan Walker                              | From the Inside Out                      | –                         |
| 6. September 2010 – 12. September 2010 1 Woche | 1                                        | Disturbed                                | Asylum                                   | –                         |
| 13. September 2010 – 19. September 2010 1 Woche | 1                                        | The Naked and Famous                     | Passive Me, Aggressive You               | –                         |
| 20. September 2010 – 26. September 2010 1 Woche | 1                                        | Linkin Park                              | A Thousand Suns                          | –                         |
| 27. September 2010 – 3. Oktober 2010 1 Woche | 1                                        | Shihad                                   | Ignite                                   | –                         |
| 4. Oktober 2010 – 10. Oktober 2010 1 Woche | 1                                        | Katy Perry                               | Teenage Dream                            | –                         |
| 11. Oktober 2010 – 17. Oktober 2010 1 Woche (insgesamt 5) | 5                                        | Gin                                      | Holy Smoke                               | –                         |
| 18. Oktober 2010 – 24. Oktober 2010 1 Woche | 1                                        | Brooke Fraser                            | Flags                                    | –                         |
| 25. Oktober 2010 – 31. Oktober 2010 1 Woche | 1                                        | Kings of Leon                            | Come Around Sundown                      | –                         |
| 1. November 2010 – 14. November 2010 2 Wochen | 2                                        | Taylor Swift                             | Speak Now                                | –                         |
| 15. November 2010 – 2. Januar 2011 7 Wochen | 7                                        | Susan Boyle                              | The Gift                                 | –                         |

## Jahreshitparaden
| ← 2009 ← | Liste der Nummer-eins-Hits in Neuseeland | Liste der Nummer-eins-Hits in Neuseeland | Liste der Nummer-eins-Hits in Neuseeland | 2011 →   |
| \| Singles \| Position# \| Alben \| \| -------------------------------------------------------------------------------------------------------------------------------------------------------- \| --------- \| ---------------------------------------- \| \| You Got Me J. Williams feat. Scribe Malo Ioane Luafutu, Inoke Paletuʻa Finau, Joshua Elia Williams \| 1 \| The Gift Susan Boyle \| \| Love the Way You Lie Eminem feat. Rihanna Alexander Grant Jr., Marshall B. Mathers III, Holly Brook \| 2 \| I Dreamed a Dream Susan Boyle \| \| California Gurls Katy Perry feat. Snoop Dogg Katy Perry, Lukasz Gottwald, Max Martin, Benjamin Joseph Levin, Bonnie Leigh McKee, Cordozar Calvin Broadus \| 3 \| Holy Smoke Gin \| \| Just the Way You Are Bruno Mars Khari Cain, Peter Gene Hernandez, Philip Martin Lawrence II, Ari Levine, Khalil Walto \| 4 \| My Worlds – The Collection Justin Bieber \| \| Airplanes B.o.B feat. Hayley Williams Justin Scott Franks, Timothy Paul Sommers, Jeremy Dussolliet, Bobby Ray Simmons Jr., Alexander Junior Grant \| 5 \| Recovery Eminem \| \| Black Box Stan Walker Wayne Anthony Hector, Lucas Secon, Mich Hedin Hansen, Jonas Jeberg \| 6 \| Flags Brooke Fraser \| \| OMG Usher feat. Will.i.am William Adams \| 7 \| The Fame Monster Lady Gaga \| \| Dynamite Taio Cruz Lukasz Gottwald, Benjamin Joseph Levin, Max Martin, Bonnie Leigh McKee, Adetayo Ayowale Onile-Ere \| 8 \| Teenage Dream Katy Perry \| \| If We Ever Meet Again Timbaland feat. Katy Perry James David Washington, Timothy Z. Mosley, Mike Busbee \| 9 \| Duet Ronan Keating \| \| Sun Goes Down Nesian Mystik Te Awanui Reeder, Heathdale Puhi Manukau, Donald McNulty, Junior Rikiau, Feleti Strickson-Pua \| 10 \| Slash \| |                                          |                                          |                                          |          |
| ← 2009 |                                          |                                          |                                          | → 2011 → |
| Singles | Position#                                | Alben                                    |                                          |          |
| You Got Me J. Williams feat. Scribe Malo Ioane Luafutu, Inoke Paletuʻa Finau, Joshua Elia Williams | 1                                        | The Gift Susan Boyle                     |                                          |          |
| Love the Way You Lie Eminem feat. Rihanna Alexander Grant Jr., Marshall B. Mathers III, Holly Brook | 2                                        | I Dreamed a Dream Susan Boyle            |                                          |          |
| California Gurls Katy Perry feat. Snoop Dogg Katy Perry, Lukasz Gottwald, Max Martin, Benjamin Joseph Levin, Bonnie Leigh McKee, Cordozar Calvin Broadus | 3                                        | Holy Smoke Gin                           |                                          |          |
| Just the Way You Are Bruno Mars Khari Cain, Peter Gene Hernandez, Philip Martin Lawrence II, Ari Levine, Khalil Walto | 4                                        | My Worlds – The Collection Justin Bieber |                                          |          |
| Airplanes B.o.B feat. Hayley Williams Justin Scott Franks, Timothy Paul Sommers, Jeremy Dussolliet, Bobby Ray Simmons Jr., Alexander Junior Grant | 5                                        | Recovery Eminem                          |                                          |          |
| Black Box Stan Walker Wayne Anthony Hector, Lucas Secon, Mich Hedin Hansen, Jonas Jeberg | 6                                        | Flags Brooke Fraser                      |                                          |          |
| OMG Usher feat. Will.i.am William Adams | 7                                        | The Fame Monster Lady Gaga               |                                          |          |
| Dynamite Taio Cruz Lukasz Gottwald, Benjamin Joseph Levin, Max Martin, Bonnie Leigh McKee, Adetayo Ayowale Onile-Ere | 8                                        | Teenage Dream Katy Perry                 |                                          |          |
| If We Ever Meet Again Timbaland feat. Katy Perry James David Washington, Timothy Z. Mosley, Mike Busbee | 9                                        | Duet Ronan Keating                       |                                          |          |
| Sun Goes Down Nesian Mystik Te Awanui Reeder, Heathdale Puhi Manukau, Donald McNulty, Junior Rikiau, Feleti Strickson-Pua | 10                                       | Slash                                    |                                          |          |